# Mariana Limbău
Mariana Limbău, född den 25 augusti 1977 i Vadul Moldovei, Rumänien, är en rumänsk kanotist.
Hon tog OS-brons på K-4 500 meter i samband med de olympiska kanottävlingarna 2000 i Sydney.